# Achille Talon contre docteur Chacal et mister Bide !
Achille Talon contre le Docteur Chacal et Mister Bide est le 38e album d'Achille Talon sorti en 1989.
Lefuneste reçoit une lettre par laquelle une banque lui annonce que le financement de sa nouvelle invention a été refusé. N'ayant rien inventé du tout, il est déconcerté par cette nouvelle et jette la missive chez son voisin Achille Talon (ce qui vaut au pauvre Lefuneste une « petite correction »). S'ensuit une aventure aussi drôle que déconcertante[non neutre] qui se terminera en apothéose par le redoutable duel opposant Papa Talon et le docteur Chacal.
Cette aventure (comme le montre, entre autres, le titre) est inspirée de la nouvelle de Robert Louis Stevenson, L'Étrange Cas du docteur Jekyll et de M. Hyde.